# Устав Саратовской области
Устав (Основной Закон) Саратовской области — высший законодательный акт Саратовской области.
Принят Саратовской областной думой 24 мая 2005 года, подписан Губернатором Саратовской области П. Л. Ипатовым 2 июня 2005 года, опубликован 4 июня 2005 года, вступил в силу 14 июня 2005 года.

## История принятия
Первый Устав (Основной Закон) Саратовской области был принят Постановлением Саратовской областной Думы от 15 декабря 1994 года № 8-74 и подписан Председателем Саратовской областной Думы А. П. Харитоновым, который вступил в силу после его официального опубликования 5 апреля 1995 года.
Однако само принятие Устава происходило на фоне конфликта законодательной (Саратовская областная Дума) и исполнительной (Администрация Саратовской области) ветвей власти. Так, после принятия Саратовской областной Думой Устава, Главой администрации Саратовской области Ю. В. Белых было вынесено Постановление в котором Устав области был подвергнут жёсткой критике. Так, указывалось на прямое противоречие положений Устава Конституции Российской Федерации и федеральному законодательству. В связи с этим Администрация Саратовской области обратилась в Конституционный суд Российской Федерации с запросом о проверке конституционности Устава (Основного Закона) Саратовской области. Однако Конституционный суд РФ отказал в принятии к рассмотрению данного запроса, указав о несостоятельности доводов Администрации области.
После этого Администрацией области был направлен повторный запрос в Конституционный суд РФ, однако рассмотрение дела так и не состоялось из-за отзыва Администрацией Саратовской области ранее поданного запроса в связи с внесением в Устав изменений и намеченной дополнительной работой над его текстом. Всего с момента принятия в Устав было внесено 12 поправок для приведения его в соответствие в Конституцией РФ и федеральным законодательством.
Данный Устав состоял из преамбулы, в которой содержалась краткая хронологическая справка истории региона, а также подчёркивалась историческая обусловленность и преемственность текущего статуса субъекта Российской Федерации, 14 глав и 122 статей, в которых раскрывалось место Саратовской области в составе Российской Федерации, административно-территориальное устройство области, статус человека и гражданина на территории области, экономическая и финансовая основа существования области, социальная сфера, описывались ветви государственной власти области, государственная и муниципальная служба, местное самоуправление и его место в структуре органов власти области, место нормативных актов в системе правового регулирования жизни области.
Однако, с принятием 24 мая 2005 года нового Устава (Основного Закона) Саратовской области, Устав 1994 года был признан утратившим силу.

## Структура
Действующий Устав (Основной Закон) Саратовской области состоит из преамбулы, 14 глав и 75 статей.
ПреамбулаУказаны цели и мотивы принятия Устава, а также даётся краткий хронологический экскурс истории Саратовской области и указывается на преемственность текущего статуса Саратовской области.
Глава I. Саратовская область в составе Российской ФедерацииОписано место и статус Саратовской области, как субъекта Российской Федерации, общие принципы организации государственной власти области, официальная символика, закреплены нормы о территории области, разграничены предметы ведения области и федерального центра.
Глава II. Административно-территориальное устройство областиСодержит нормы об административно-территориальном делении области и статусе административно-территориальных единиц.
Глава III. Статус человека и гражданина на территории областиОписаны основные права и обязанности человека и гражданина на территории области и статус областных органов по защите прав человека.
Глава IV. Экономическая основа областиВключает нормы о собственности области, о собственности муниципальных образований, о порядке разграничения собственности, общие положения об использовании земель и природных ресурсов, внешнеэкономических связях области, поддержки предпринимательства и защите прав предпринимательства, стратегическом планировании экономического развития области.
Глава V. Бюджетно-финансовая основа областиВключает общие нормы о бюджетной и налоговой системе области, бюджетном процессе.
Глава VI. Социальная сфера областиУстанавливает общие нормы и принципы социальной политики области, регулирующие вопросы образования, культуры, здравоохранения, науки и искусства, спорта, социальной поддержки населения области.
Глава VII. Законодательная (представительная) власть областиВключает нормы о статусе и полномочиях деятельности Саратовской областной Думы.
Глава VIII. Исполнительная власть областиВключает нормы о статусе и полномочиях Губернатора, Правительства Саратовской области, территориальных, отраслевых и функциональных органов исполнительной власти.
Глава IX. Судебная власть в областиИзложены общие принципы деятельности судебных органов власти на территории области.
Глава X. Государственная гражданская служба областиЗакрепляет основные нормы о государственной гражданской службе области.
Глава XI. Правовые акты органов государственной власти областиУстанавливает место, иерархию и порядок принятия и опубликования нормативных актов области.
Глава XII. Обеспечение законности, правопорядка и общественной безопасности в областиВключает основные нормы взаимодействия государственных органов области с правоохранительными органами, адвокатурой, нотариатом и вопросы безопасности граждан.
Глава XIII. Местное самоуправление в областиВключает нормы об организации местного самоуправления в области, гарантиях местного самоуправления, взаимодействии органов власти и местного самоуправления.
Глава XIV. Заключительные положенияВключает нормы о введении Устава в действие, об исполнении Устава и иных областных нормативных актов, о принятии поправок в Устав.

## Поправки
За время, прошедшее с принятия Устава, в него неоднократно вносились изменения и дополнения, необходимость которых была вызвана как изменениями в федеральном законодательстве, так и эволюцией внутриобластных публично-властных отношений. На 2025 год в Устав внесено 62 поправки. Устав действует в редакции Закона Саратовской области от 6 марта 2025 года № 10-ЗСО.
Поправки в Устав (Основной Закон) Саратовской области внесены следующими Законами Саратовской области:
1. от 19.12.2005 № 132-ЗСО,
2. от 29.03.2006 № 24-ЗСО,
3. от 26.06.2006 № 63-ЗСО,
4. от 28.07.2006 № 86-ЗСО,
5. от 08.12.2006 № 131-ЗСО,
6. от 30.03.2007 № 27-ЗСО,
7. от 09.11.2007 № 254-ЗСО,
8. от 07.02.2008 № 15-ЗСО,
9. от 28.04.2008 № 80-ЗСО,
10. от 02.07.2008 № 171-ЗСО,
11. от 30.07.2008 № 206-ЗСО,
12. от 25.09.2008 № 229-ЗСО,
13. от 03.12.2008 № 303-ЗСО,
14. от 04.05.2009 № 37-ЗСО,
15. от 29.07.2009 № 96-ЗСО,
16. от 28.01.2010 № 3-ЗСО,
17. от 25.02.2010 № 21-ЗСО,
18. от 01.06.2010 № 76-ЗСО,
19. от 01.06.2010 № 77-ЗСО,
20. от 29.06.2010 № 98-ЗСО,
21. от 29.07.2010 № 130-ЗСО,
22. от 29.07.2010 № 133-ЗСО,
23. от 28.09.2010 № 163-ЗСО,
24. от 03.08.2011 № 86-ЗСО,
25. от 03.08.2011 № 97-ЗСО,
26. от 28.12.2011 № 225-ЗСО,
27. от 09.04.2012 № 55-ЗСО,
28. от 31.05.2012 № 82-ЗСО,
29. от 02.08.2012 № 115-ЗСО,
30. от 13.11.2012 № 160-ЗСО,
31. от 26.02.2013 № 19-ЗСО,
32. от 25.03.2013 № 34-ЗСО,
33. от 24.09.2013 № 172-ЗСО,
34. от 29.10.2013 № 183-ЗСО,
35. от 20.11.2013 № 194-ЗСО,
36. от 25.04.2014 № 44-ЗСО,
37. от 03.12.2014 № 162-ЗСО,
38. от 28.04.2015 № 54-ЗСО,
39. от 05.09.2016 № 105-ЗСО,
40. от 28.11.2017 № 97-ЗСО,
41. от 26.01.2018 № 2-ЗСО,
42. от 28.02.2018 № 13-ЗСО,
43. от 27.03.2018 № 24-ЗСО,
44. от 22.05.2019 № 37-ЗСО,
45. от 03.07.2019 № 68-ЗСО,
46. от 19.12.2019 № 139-ЗСО,
47. от 20.12.2019 № 142-ЗСО,
48. от 27.05.2020 № 49-ЗСО,
49. от 30.06.2020 № 73-ЗСО,
50. от 02.12.2020 № 143-ЗСО,
51. от 02.12.2020 № 145-ЗСО,
52. от 02.02.2021 № 7-ЗСО,
53. от 29.06.2021 № 75-ЗСО,
54. от 06.10.2021 № 108-ЗСО,
55. от 27.10.2021 № 114-ЗСО,
56. от 27.04.2022 № 61-ЗСО,
57. от 25.05.2022 № 65-ЗСО,
58. от 28.11.2022 № 142-ЗСО,
59. от 20.12.2022 № 169-ЗСО,
60. от 27.12.2023 № 154-ЗСО,
61. от 03.04.2024 № 28-ЗСО,
62. от 06.03.2025 № 10-ЗСО.